# Asashio (1936)
Pour l’article homonyme, voir Asashio.

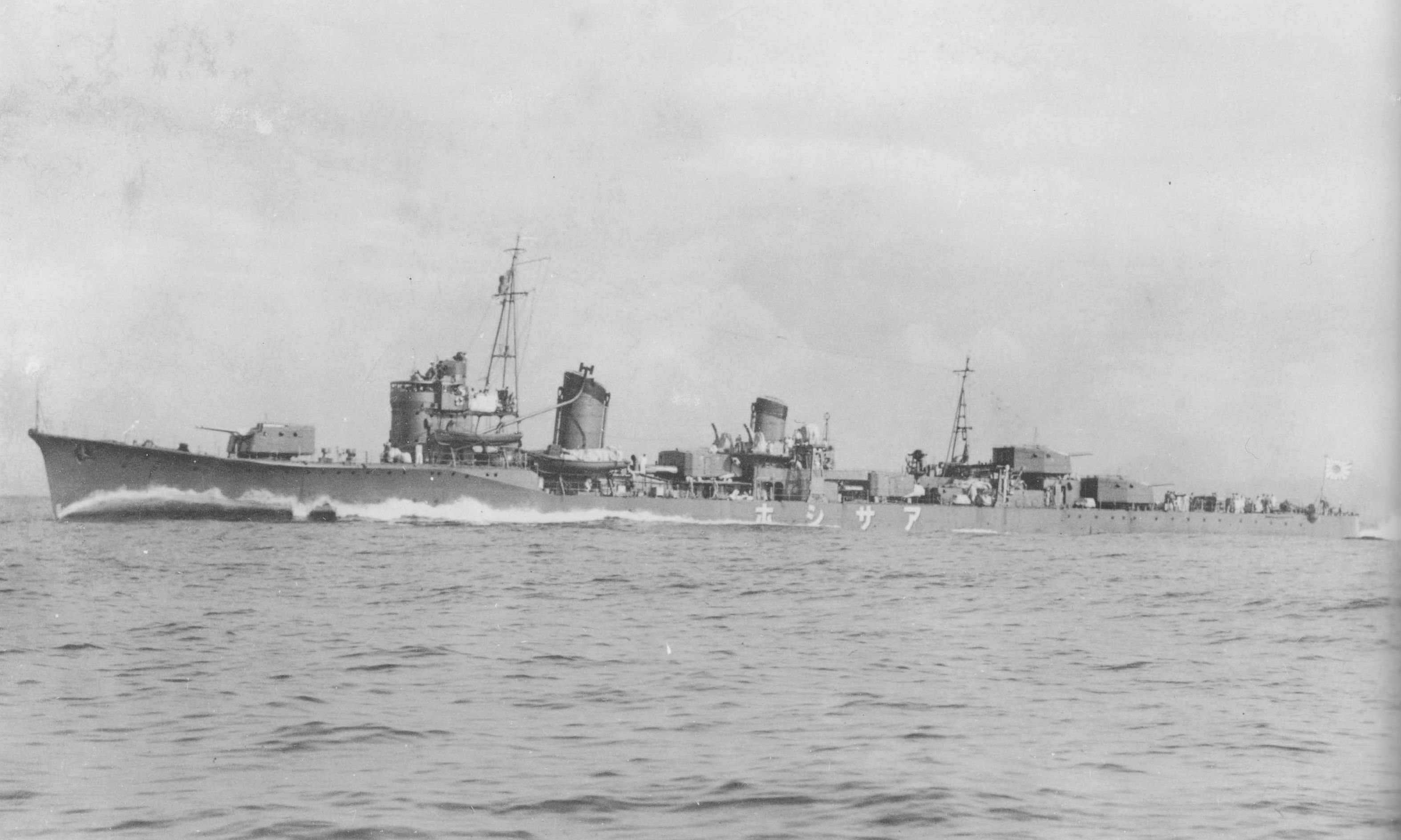
Аsаshiо, 1937 г.

L’Asashio (朝潮?, « Haute vague du matin ») fut le premier destroyer de classe Asashio de la Marine impériale japonaise. Il fut construit à l'arsenal naval de Sasebo. Au cours des essais, l’Asashio connu des problèmes de direction et sa maniabilité était inacceptable. La classe Asashio fut rééquipée d'un nouveau gouvernail et la conception de son design arrière fut revu pour résoudre le problème. Le nouveau gouvernail permettait de faire des virages plus serrés.

D'autres problèmes, surtout avec les nouvelles et sophistiquées turbines à gaz de 50 000 cv, ont également été résolus. Tous ces problèmes de développement furent résolus avant l'entrée en guerre du Japon.
La classe des destroyers Asashio se composaient de 10 navires lancés entre décembre 1936 et novembre 1937.
Tous les navires de cette classe furent coulés durant la guerre du Pacifique. L’Asashio lui-même fut coulé durant la bataille de la mer de Bismarck, le 4 mars 1943.

## Premières affectations

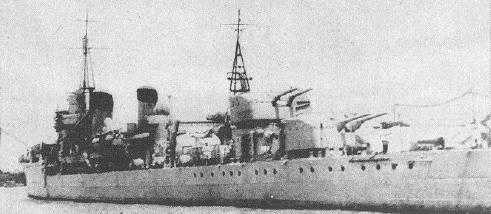
Destroyer Asashio

Étant le navire amiral de la 8e Division de destroyers, et faisant partie du 2e escadron de destroyers, la première mission de combat de l’Asashio fut d'escorter la force principale de l'amiral Kondo allant vers le sud depuis Magong pour couvrir les forces d'invasion de la Malaisie et des Philippines, en décembre 1941. L’Asashio escorta un convoi de troupes de Magong pour Singora, puis vers Hong Kong, le 5 janvier 1942. Il escorta un autre convoi de troupes pour Davao, puis accompagna la force d'invasion de l'île Ambon (31 janvier), la force d'invasion de Makassar (8 février) et la force d'invasion de Bali/Lombok (18 février).

## La bataille du détroit de Badung
Dans la nuit du 19 février 1942, l’Asashio participa à la bataille du détroit de Badung. L’Asashio protégeait le transport Sasago Maru à l'extérieur de Bali quand une flotte alliée attaqua. L’Asashio fut crédité pour avoir coulé le destroyer néerlandais HNLMS Piet Hein avec une torpille, et en plus, d'avoir tiré des coups de canons sur le croiseur léger hollandais HNLMS Tromp et sur le destroyer américain USS Stewart. L’Asashio subi des dommages légers : il fut frappé par un obus de 75 mm du Tromp, qui causa la perte d'un projecteur, tua quatre hommes et en blessa onze autres. Après la bataille, il remorqua à Makassar le destroyer Michishio endommagé.
En mars, la 8e Division de destroyers retourna à Yokosuka. En avril, elle fut réaffectée au 4e escadron de destroyers. Celui-ci navigua en direction de la baie de Manille, pour aider au bombardement de Corregidor à la fin d'avril et début mai 1942.

## La bataille de Midway
Lors de la bataille de Midway, du 4 au 6 juin 1942, le 4e escadron de destroyers escortait le groupe de soutien de l'amiral Kurita qui protégeait le convoi de troupes allant vers Midway. Il subit des dommages moyens : lors d'attaques aériennes américaines le 6 juin, l’Asashio fut touché par une bombe de 227 kg, qui fit 22 morts. Il aida son navire jumeau l’Arashio à sauver 240 survivants du croiseur lourd Mikuma, et escorta ensuite le croiseur endommagé Mogami vers Truk, le 14 juin. Après des réparations d'urgence effectuées par le navire atelier Akashi (en), l’Asashio navigua vers Sasebo pour des réparations plus importantes, le 29 juin. Il fut ensuite réaffecté au 8e escadron de destroyers.
Après le succès d'approvisionnement à Jaluit et de transport de troupes à Guadalcanal en septembre et octobre,[Quoi ?] la 8e division de destroyers escorta la force de soutien de l'amiral Mikawa durant plusieurs batailles navales près de Guadalcanal, en novembre, mais l’Asashio n'assista pas à des combats. Le 14 novembre, l’Asashio aida le croiseur léger endommagé Isuzu. La 8e division de destroyers a ensuite effectué trois voyages de transport de troupes de Rabaul à Buna, à la fin novembre et au début décembre 1942. Après le premier voyage, l’Asashio remorqua le destroyer endommagé Umikaze à Rabaul, le 21 novembre. Le troisième voyage fut abandonné en raison d'attaques aériennes des Alliés le 8 décembre, l’Asashio étant mis temporairement hors de combat par des bombes qui explosèrent près de sa poupe. La division a alors fait un voyage de transport de troupes avec succès vers Finschhafen, le 18 décembre.
Le 7 janvier 1943, l’Asashio et la 8e division de destroyers escortèrent le Zuikaku, le Mutsu et le Suzuya de Truk à Kure, puis ils sont retournés à Truk. Le 7 février, la 8e division de destroyers répétèrent la mission d'escorte de Kure avec le transport Chūyō. La division escorta alors un autre convoi de Truk à Rabaul, et d'un transport de troupes de Rabaul à Madang et retour. Le 25 février, la 8e division de destroyers fut affectée au 3e escadron de destroyers.

## La bataille de la mer de Bismarck
Le 3 mars 1943, l’Asashio et le 3e escadron de destroyers escortait un convoi de troupes de Rabaul en direction de Lae. Lors de la bataille de la mer de Bismarck, le convoi fut intercepté par des attaques aériennes américaines dévastatrices. Après avoir évité les premières vagues d'attaques, l’Asashio fut bombardé plus tard dans la journée tout en essayant de sauver les survivants de l’Arashio et du Nojima. Il coula à 85 km au sud-est de Finschhafen, en Nouvelle-Guinée. Parmi les victimes, on compte le commandant de la 8e division de destroyers, le capitaine Yasuo Sato.

## Les officiers commandants
- Officier en chef de l'équipement : capitaine de corvette Narita Moichi, du 16 novembre 1936 au 31 août 1937.
- Capitaine de corvette Narita Moichi, du 31 août 1937 au 1er décembre 1937.
- Capitaine de corvette/capitaine de frégate Wakida Kiichiro, du 1er décembre 1937 au 15 décembre 1938 (promu capitaine de frégate le 15 novembre 1938).
- Capitaine de corvette Yokoi Minoru, du 15 décembre 1938 au 15 octobre 1940.
- Capitaine de corvette Yoshii Gorou, du 15 octobre 1940 au 3 mars 1943 (mort au combat).